# Józef Dydyński
Józef Dydyński herbu Gozdawa (ur. 25 września 1819 w Bydgoszczy, zm. 9 lutego 1897 w Kłecku) – polski duchowny katolicki, dziekan i proboszcz kłecki, kanonik, sędzia prosynodalny, teolog, pisarz, archeolog, badacz historii i kultury, członek Poznańskiego Towarzystwa Przyjaciół Nauk. 

## Życiorys
Jego ojcem był Maksymilian Dydyński (1799-1869) h. Gozdawa, urzędnik przy sądzie apelacyjnym, bratem Teodor Dydyński. Józef Dydyński ukończył Gimnazjum św. Marii Magdaleny w Poznaniu, następnie 1 czerwca 1839 wstąpił do seminarium duchownego. Od 1842 studiował za granicą teologię, m.in. we Fryburgu Bryzgowijskim u prof. Franza Steudenmaiera (1800-1856) i prof. Johanna von Hirschera (1788-1865).
J. Dydyński święcenia kapłańskie otrzymał 1 czerwca 1844 w Gnieźnie. Pierwsze obowiązki duszpasterskie spełniał w Żninie. Od 21 kwietnia 1845 był kapelanem i sekretarzem przybocznym arcybiskupa Leona Przyłuskiego (1789-1865). W 1847 r., dokładnie 1 sierpnia, otrzymał ks. Józef Dydyński probostwo w Kłecku, siedem lat później pełnił także funkcję dziekana. W latach 1847–1897 mieszkał w Kłecku. Do obowiązków ks. Dydyńskiego w 1866 r. należała również praca egzaminatora, a od 1869 r. funkcja sędziego prosynodalnego. Pomimo natłoku pracy duszpasterskiej, ks. J. Dydyński angażował się w sprawy społeczne. Z jego inicjatywy i Antoniego Lubińskiego oraz Adama Grochowskiego, w 1875 założono w Kłecku Towarzystwo Przemysłowców skupiające elitę miasta, głównie kupców i rzemieślników. Za zasługi dla Kościoła 18 stycznia 1888 r. otrzymał ks. Dydyński kanonię honorową katedry poznańskiej.
O kłeckim dziekanie pisze ks. Leon Formanowicz w Polskim Słownik Biograficznym:
W chwilach wolnych od zajęć kościelnych oddawał się Dydyński z wielkim zamiłowaniem badaniom historycznym i archeologicznym. Pracą Wiadomości historyczne o mieście Kłecku (Gniezno 1858) zwrócił na siebie uwagę Towarzystwa Przyjaciół Nauk w Poznaniu, które go w r. 1858 powołało w poczet swoich członków. Na posiedzeniach wydziału historycznego czytywał swoje rozprawy z dziedziny archeologii (…). W r. 1883 wszedł jako członek do wyłowionej z Tow. Przyjaciół Nauk Komisji zabytkowej i zajął się inwentaryzacją zabytków budowlanych powiatu wągrowieckiego. Od r. 1889 był też czynnym członkiem Towarzystwa Numizmatycznego w Krakowie. Piórem swoim zasilał także wychodzący w Poznaniu „Przegląd Kościelny”, w którym ogłosił rozprawy filozoficzno-dogmatyczne O stworzeniu świata i O początku zła w świecie zmysłowym (1893) oraz De anno gratiae z zakresu diecezjalnego prawa kościelnego (1894). 
W 1866 prof. Józef Łepkowski działalność naukową ks. J. Dydyńskiego zaliczał do najważniejszych swego czasu, obok dokonań Raczyńskiego, Łukaszewicza czy Działyńskiego. Władysław Bentkowski z kolei nazwał Dydyńskiego jednym z pierwszych polskich archeologów oraz badaczy starożytności. Również w latach 50. XIX wieku przychylnie o publikacjach naukowych Dydyńskiego wypowiadała się „Biblioteka warszawska”. Od 1858 r. naukowiec związany był z Poznańskim Towarzystwem Przyjaciół Nauk, w którym zaprzyjaźnił się m.in. z prof. Bolesławem Erzepkim (1852-1932), Władysławem Jażdżewskim (1835-1895), Władysławem Bentkowskim (1817-1887), Ignacym Zakrzewskim (1823-1889), Klemensem Koehlerem (1840-1901) i Augustem Cieszkowskim (1814-1894). Na pracach badawczych ks. Józefa Dydyńskiego oparł się również Maksymilian Baruch (1861-1933) publikując w 1907 r. Boże stopki. Archeologia i folklor kamieni z wyżłobionymi śladami stóp.
Ks. kan. Józef Dydyński zasłużył się dla kultury miasta Kłecka, któremu poświęcił pięćdziesiąt lat swoich badań gromadząc m.in. lokalne legendy, opowieści i dawne dokumenty. Zmarł w 1897 r., leży pochowany wraz z ojcem w grobowcu Dydyńskich herbu Gozdawa w Kłecku.

## Publikacje książkowe
- Wiadomości historyczne o mieście Kłecku, Gniezno 1858[6] (reprint, Wydawnictwo Wojewódzkiej Biblioteki Publicznej, Poznań 2004)
- De anno gratiae (wyd. 1894, rozprawa z zakresu diecezjalnego prawa kościelnego)
- Rozprawy naukowe z lat 1878-1885, Bibliotheca „Studia Kleccensia”, tom I, (zebrali, do druku podali B. Borowiak, D. Jung), Kłecko 2012

## Ważniejsze artykuły teologiczne i historyczne
- Urny z krzyżami (1878)
- Uwagi ks. dziekana Dydyńskiego o kamieniach ze znakiem stopy ludzkiej lub kopyt końskich odczytane na posiedzeniu Towarzystwa Przyjaciół Nauk (1883)
- Uwagi o wklęsłościach kulistych na murze kościelnym (1885)
- O stworzeniu świata (1893)
- O początku zła w świecie zmysłowym (1893)